# Zastajanje voda
Zastajanje voda se pojavi, ko voda preneha teči. Zastajanje voda lahko predstavlja veliko nevarnost za okolje.

## Nevarnosti
Malarija in mrzlica denga znana tudi kot kostolomna mrzlica sta med glavnimi nevarnostmi stoječih voda, ki lahko postane gojišče za komarje, ki prenašajo te bolezni. Stoječe vode so zelo nevarne za pitje saj zagotavljajo ugodno in boljše domovanje za bakterije in parazite od tekočih voda. Stoječe vode so pogosto onesnažene s človeškimi in živalskimi iztrebki, zlasti v puščavah ali drugih območjih z zelo malo dežja.
Stoječe vode razvrstimo v naslednje vrste:
- Vodna stagnacija (stagnacija v močvirju, jezerih, lagunah, rekah itd.)
- Površinska in podzemna vodna mirovanja
- Ujeta vodna stagnacija

Da bi preprečili talno in površinsko vodno stagnacijo, je priporočena drenaža oz. odvajanje vode iz podtalja in površin.

## Življenja, ki uspevajo v stoječih vodah
Nekaterim rastlinam bolj odgovarjajo tekoče vode, spet drugim, kot npr. lotosu pa stoječe vode.
Različne anaerobne bakterije se pogosto pojavljajo v stoječih vodah. Zaradi tega so v preteklosti uporabljali bazene stoječih voda za predelavo konoplje in nekatere druge pridelke iz vlaken, kot npr. lubje lipe, ki se uporablja za izdelavo čevljev. Nekaj tednov namakanja povzroči da se da vlakna iz ličja enostavno ločijo, zaradi vseh bakterijskih in fermatacijskih procesv oz. namakanja.
- Leptospira
- vijolične bakterije (žveplene in nežveplene)

### Ribe
- severna kačjeglava riba
- siamska bojna ribica
- hodeči som
- Guramiji

### Insekti
- kačji pastir
- ličinke komarjev
- vodni ščipalci
- ličinke muh

Stoječe vode so priljubljeno gojišče za številne žuželke.

### Drugo
- Alge
- številnim vrstam želv odgovarjajo stoječe vode
- Žabe